# Floriston
Floriston est une census-designated place située dans le comté de Nevada, dans l'État de Californie, aux États-Unis.  Sa population s’élevait à 73 habitants lors du recensement de 2010, estimée à 30 habitants en 2016.

## Démographie
| Groupe            | Floriston | Californie | États-Unis |
| ----------------- | --------- | ---------- | ---------- |
| Blancs            | 91,8      | 57,6       | 72,4       |
| Amérindiens       | 5,5       | 1,0        | 0,9        |
| Métis             | 2,7       | 4,9        | 2,9        |
| Autres            | 0         | 36,5       | 23,8       |
| Total             | 100       | 100        | 100        |
|                   |           |            |            |
| Latino-Américains | 0         | 37,6       | 16,7       |

Selon l'American Community Survey pour la période 2011-2015, 100 % de la population âgée de plus de 5 ans déclare parler l'anglais à la maison.